# 폴리오스마속
폴리오스마속(Polyosma)은 약 60여 종을 포함하고 있는 식물 속으로 동남아시아가 원산지이다. 중국 남부부터 동남아시아를 지나 오스트레일리아 동부 해안, 그리고 누벨칼레도니에 걸쳐 자생한다.
이 식물 속의 분류학적 위치는 오랫동안 불명확했다. 전통적으로는 까치밥나무과로 분류하였지만, APG II 분류 체계에서는 목으로는 분류하지 않고, 진정군화군 II (APG III 분류 체계의 초롱꽃군)에 속하고, 자신의 이름을 딴 폴리오스마과(Polyosmaceae)로 분류하였다. 좀더 최근의 연구를 통해 폴리오스마과는 에스칼로니아과의 자매과임이 밝혀졌으며, 그래서 단순화하기 위해 속씨식물 계통연구 웹사이트는 이 속을 에스칼로니아과에 포함시킬 것을 권고하고 있다.
포함되는 종:
- P. alangiacea F.Muell. – White Alder[3]
- P. brachyandrum Domin[3]
- P. brachystachysSchltr.[4]
- P. cambodianaGagnepain – dou xian mu[5]
- P. comptonii Baker f.[4]
- P. cunninghamiiBenn.[3]
- P. discolorBaill.[4]
- P. hirsutaC.T.White – Alder[3]
- P. integrifoliaBlume[5]
- P. leratiiGuillaumin[4]
- P. pancheriBaill.[4]
- P. podophyllaSchltr.[4]
- P. reductaF.Muell.[3]
- P. rhytophloiaC.T.White & W.D.Francis[3]
- P. rigidiusculaF.Muell. & F.M.Bailey[3]
- P. spicataBaill.[4]